# Hypnose (film, 2018)
Pour plus de détails, voir Fiche technique et Distribution.
Pour les articles homonymes, voir Hypnose (homonymie).
Hypnose (The Guardian Angel) est un thriller dano-finlandais écrit et réalisé par Arto Halonen, sorti en 2018.

## Synopsis
En 1951, à Copenhague, l'inspecteur Olsen est chargé d'enquêter sur une étrange affaire. Lors d'un braquage, avant de fuir, un jeune homme, Palle Hardrup, a abattu deux personnes. Alors qu'il déclare avoir agi seul, des témoins affirment qu'il semblait en transe au moment des faits. 
Olsen découvre rapidement que Hardrup était en prison avec un criminel hypnotiseur, un certain Bjørn Schouw Nielsen. Ce dernier l'aurait hypnotisé afin de commettre le crime pour lui. Mais Olsen apprend que Nielsen l'a manipulé en lui racontant qu'il pouvait lui délivrer des messages de Dieu, par les mots d'un ange gardien qui s'exprimait par sa bouche. Avec l'aide d'un psychiatre spécialisé dans l'hypnose, Olsen plonge dans le monde de la manipulation mentale afin de prouver la culpabilité de Nielsen. Rapidement, Olsen réalise que l'hypnotiseur a sympathisé avec son épouse, désormais sous son emprise...

## Fiche technique
- Titre original : The Guardian Angel
- Titre français : Hypnose
- Réalisation et scénario : Arto Halonen
- Montage : Jussi Rautaniemi
- Musique : Tuomas Kantelinen
- Photographie : Pini Hellstedt
- Production : Arto Halonen, Timo T. Lahtinen et Igor Nola
- Sociétés de production : Art Films Productions, Tähtiloiste Elokuvatuotanto, MP Film Production et Smile Entertainment
- Sociétés de distribution : Scanbox Entertainment
- Pays d'origine :  Danemark,  Finlande,  Croatie
- Langue originale : anglais
- Format : couleur
- Genre : thriller
- Durée : 102 minutes
- Dates de sortie : 
  -  Finlande : 29 mars 2018
  -  Danemark : 28 juin 2018
  -  France : 8 février 2019 (DVD)

## Distribution
- Pilou Asbæk : Anders Olsen
- Josh Lucas : Bjørn Schouw Nielsen
- Rade Šerbedžija : Dr. Dabrowski
- Christopher Fulford : Thuesen
- Johannes Lassen : Petersen
- Pamela Tola : Susi
- Cyron Melville : Palle Hardrup
- Sara Soulié : Marie Olsen
- Rok Cvetkov : le père d'Olsen
- Mikko Nousiainen : Mortensen
- Irena Tereza Prpic : Bente
- Livio Badurina : Dr. Gammeltoft

## Distinctions
En 2020, Hypnose a été sélectionné 4 fois dans diverses catégories et a remporté 2 récompenses.

### Récompenses
- Gold Movie Awards 2020 :
  - Prix de l'année du meilleur long métrage décérné à Arto Halonen
  - Prix de l'année du meilleur acteur décerné à Josh Lucas

### Nominations
- Gold Movie Awards 2020 :
  - Meilleur réalisateur pour Arto Halonen
  - Meilleur acteur pour Pilou Asbæk